# Pod kupolí (seriál)
Pod kupolí (v anglickém originále Under the Dome) je americký hororový seriál, který vysílala americká televizní stanice CBS od 24. června 2013 do 10. září 2015. Seriál vytvořil Brian K. Vaughan podle knižní předlohy „Pod kupolí“ od Stephena Kinga. Vaughan i King jsou zároveň výkonnými producenty seriálu společně s Nealem Baerem, Justinem Falveyem, Darrylem Frankem, Jackem Benderem, Stevenem Spielbergem a Staceym Sniderem.

## Synopse
Pod kupolí vypráví příběh obyvatel malého města Chester Mill, kteří se nečekaně ocitnou odříznuti od okolního světa tajemnou a neproniknutelnou barierou, která je obklopuje. Jakmile město zasáhne náhlá panika, malá skupinka lidí se snaží ve městě udržet klid a pořádek. Společně se snaží odhalit pravdu o bariéře a cestu, jak se dostat z ní.

## Herci a postavy
Většina postav byla převzata z knižní předlohy, i když některé z nich byly zkombinovány či změnily zaměstnání.

### Hlavní postavy
- Mike Vogel jako Dale „Barbie“ Barbara
- Rachelle Lefevre jako Julia Shumway
- Natalie Martinez jako Deputy Linda Esquivel
- Britt Robertson jako Angie McAlister
- Alexander Koch jako James „Junior“ Rennie
- Colin Ford jako Joe „Strašák Joe“ McAlister
- Nicholas Strong jako Phil Bushey
- Jolene Purdy jako Dodee Weaver
- Aisha Hinds jako Carolyn Hill
- Jeff Fahey jako Howard „Duke“ Perkins (2 epizody)
- Dean Norris jako James „Velký Jim“ Rennie

### Vedlejší postavy
- Samantha Mathis jako Alice Calvert
- Mackenzie Lintz jako Norrie Calvert-Hill
- Beth Broderick jako Rose Twitchell
- Dale Raoul jako Andrea Grinell
- R. Keith Harris jako Peter Shumway
- Josh Carter jako Rusty Denton
- John Elvis jako Ben Drake
- Ned Bellamy jako Rev. Lester Coggins
- Joe Knezevich jako Freddy Denton
- Kevin Sizemore jako Paul Randolph
- Leon Rippy jako Ollie
- Andrew Vogel jako Carter

## Řady a díly
| Řada | Díly | Premiéra v USA  | Premiéra v USA | Premiéra v ČR   | Premiéra v ČR   |
| Řada | Díly | První díl       | Poslední díl   | První díl       | Poslední díl    |
| ---- | ---- | --------------- | -------------- | --------------- | --------------- |
| 1    | 13   | 24. června 2013 | 16. září 2013  | 22. března 2015 | 3. května 2015  |
| 2    | 13   | 30. června 2014 | 22. září 2014  | 10. května 2015 | 21. června 2015 |
| 3    | 13   | 25. června 2015 | 10. září 2015  | 8. května 2016  | 26. června 2016 |